# ریو ایشیباشی
ریو ایشیباشی (به ژاپنی: 石橋凌)؛ زادهٔ ۲۰ ژوئیهٔ ۱۹۵۶) هنرپیشه اهل ژاپن است. از فیلم‌هایی که وی در آن نقش داشته است، می‌توان به جنگ، آزمون بازیگری و کینه ۲ اشاره کرد.